# Сім'я астероїдів

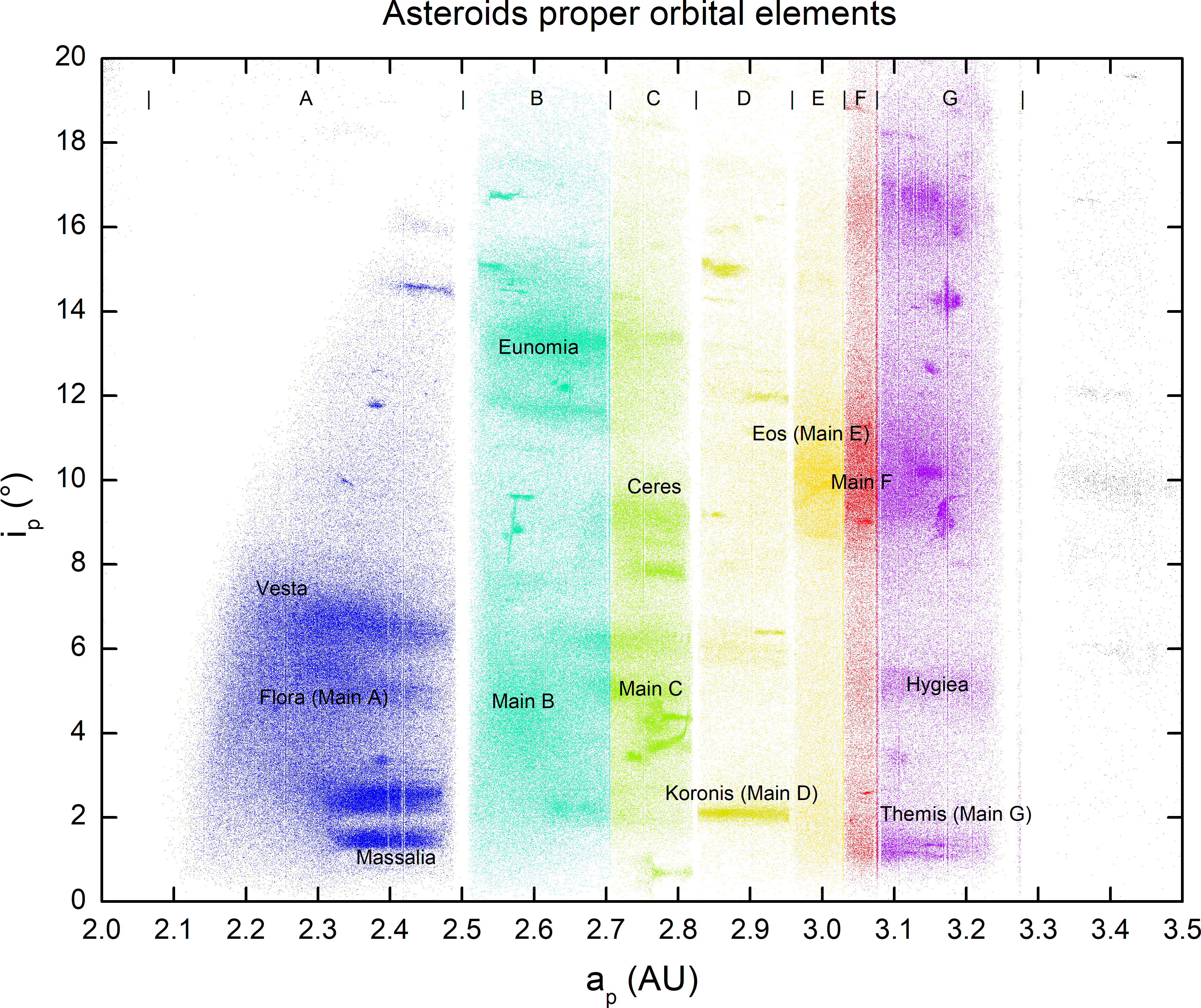
Діаграма розподілу астероїдів у залежності від великої півосі та нахилу орбіти. Астероїдні сім'ї тут видно як окремі згустки. Щілини Кірквуда, що відповідають резонансним орбітам, поділяють діаграму на кілька частин (A, B + C, D, E + F + G)

Сім'я астероїдів — це група астероїдів, які мають приблизно однакові орбітальні характеристики, такі, як велика піввісь, ексцентриситет і нахил орбіти. Астероїди, що входять до складу сім'ї, зазвичай, є фрагментами більших астероїдів, що зіткнулися в минулому та зруйнувалися в результаті цього зіткнення.

## Особливості

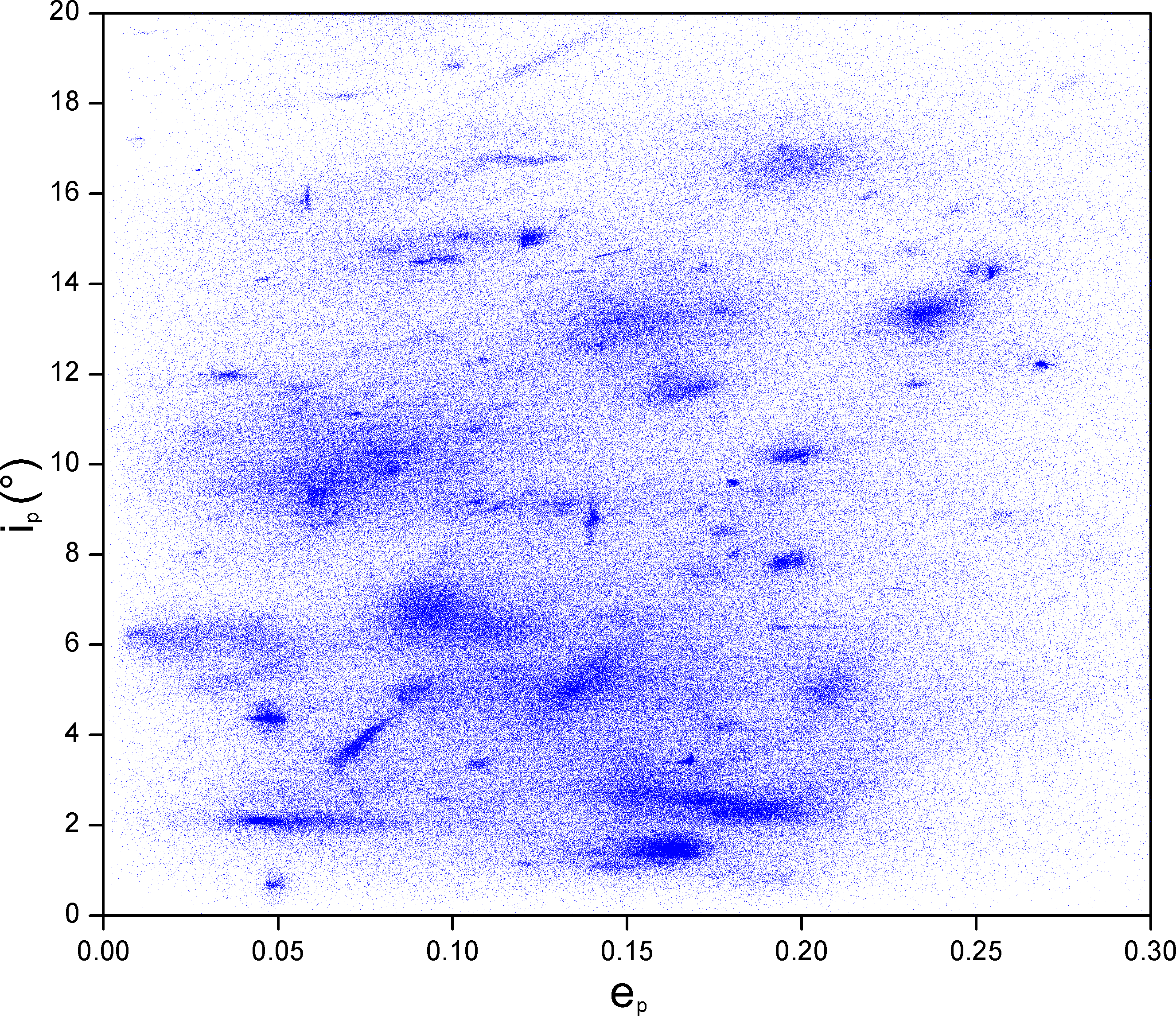
Діаграма розподілу астероїдів у залежності від нахилу орбіти та ексцентриситету

Великі сім'ї можуть містити сотні великих астероїдів і багато дрібних, більшість з яких, імовірно, ще не відкрито. Дрібні сім'ї можуть містити лише близько десятка більш-менш великих астероїдів. Майже третина астероїдів головного астероїдного поясу (від 33 % до 35 %) входять до складу різних сімей.
На даний момент відкрито близько 20—30 сімей астероїдів (офіційно визнаних науковою спільнотою) і кілька десятків менших груп астероїдів, які не отримали офіційного визнання. Більшість сімей перебувають у головному поясі астероїдів, але є й такі, що трапляються за його межами, наприклад, сім'я Паллади, сім'я Угорщини, сім'я Фокеї, орбіти яких через занадто великі (занадто малі) радіуси або значні нахили лежать за межами поясу.
Одна з сімей була виявлена навіть серед транснептунових об'єктів у поясі Койпера, вона пов'язана з астероїдом Гаумеа. Деякі дослідники вважають, що і троянські астероїди утворилися колись в результаті руйнування більшого тіла, але чітких доказів цього поки не знайдено.

## Походження та еволюція
Сім'ї ймовірно є фрагментами великих астероїдів, які зіткнулися та, в результаті цього, зруйнувалися. У більшості випадків при зіткненні материнські астероїди руйнуються повністю, але існують і такі сім'ї, в яких материнський астероїд залишився. Якщо об'єкт, що зіткнувся з астероїдом, був не дуже великим, то він міг вибити численні дрібні фрагменти з астероїда, які потім і складають сім'ю, не руйнуючи його повністю. До таких належать сім'ї  Вести, Гігеї і Массалії. Вони мають велике центральне тіло і багато дрібних астероїдів, вибитих з його поверхні. Деякі сім'ї, наприклад, сім'я Флори, мають дуже складну внутрішню структуру, яка досі не має задовільного пояснення. Можливо, вона пов'язана з тим, що відбулося не одне, а кілька великих зіткнень у різні історичні періоди.
З огляду на те, що всі астероїди сім'ї утворюються з одного материнського тіла, зазвичай, вони мають однаковий хімічний склад. Винятком є сім'ї, що утворилися з дуже великих астероїдів, де вже відбулася диференціація надр — тоді склад уламків залежатиме від глибини, з якої їх вибито. Яскравим представником такої сім'ї є сім'я Вести.
Термін існування астероїдних сімей становить близько одного мільярда років залежно від різних факторів (наприклад, невеликі астероїди залишають сім'ю швидше). Це в кілька разів менше віку Сонячної системи. Таким чином, раніше таких сімей могло бути набагато більше, а сучасні сім'ї астероїдів, по суті, є реліктами ранньої Сонячної системи[джерело?].
Існує дві основні причини розпаду астероїдної сім'ї: з одного боку — це поступове розсіювання орбіт астероїдів через збурюючі дії гравітації Юпітера, а з іншого — зіткнення астероїдів між собою та дроблення їх на дрібніші фрагменти. Невеликі астероїди легко піддаються дії різних незначних збурюючих впливів, таких, як ефект Ярковського, які через малу масу астероїда можуть істотно змінювати його орбіту за короткий проміжок часу, в результаті астероїд може поступово перейти на резонансну з Юпітером орбіту. Опинившись там, вони порівняно швидко викидаються ним за межі сім'ї. Попередні оцінки віку різних сімей дають розбіжність від декількох мільйонів (сім'я Каріни) до кількох мільярдів років. На думку вчених, у старих сім'ях дуже мало невеликих астероїдів. Відсутність маленьких астероїдів є основним критерієм визначення віку астероїдних сімей.
Вважається, що найстаріші сім'ї втратили майже всі свої дрібні та середні астероїди й складаються лише з найбільших астероїдів. Прикладом залишків таких сімей, можливо є астероїди 9 Метіда і 113 Амальтея. Одним із доказів великої поширеності сімей в минулому є результати хімічного аналізу залізних метеоритів. Вони показують, що колись існували, принаймні, від 50 до 100 великих астероїдів, в яких відбулася диференціація надр і які, після руйнування, стали джерелом таких метеоритів.

## Визначення сімей
Якщо нанести відомі елементи орбіт астероїдів на діаграму залежності нахилу орбіти від ексцентриситету (або від великої півосі), можна легко помітити концентрації астероїдів у певних областях діаграми. Це і є сім'ї.
Японський астроном К. Хіраяма (1874—1943) вперше оцінив власні елементи орбіт астероїдів і першим 1918 року виявив п'ять найбільших сімей, що утворилися в результаті розпаду більшого астероїда. На його честь ці п'ять родин нині іноді називають родинами Хіраями.
На сьогодні використання спеціальних комп'ютерних програм обробки результатів спостережень дозволило вченим виявити десятки сімей астероїдів. Найефективнішими алгоритмами є «метод ієрархічної кластеризації» (англ. Hierarchical Clustering Method, скорочено HCM), який шукає астероїди з невеликою відстанню між собою або до основного астероїда, і «метод вейвлет-аналізу» (англ. Wavelet Analysis Method, скорочено WAM), який будує діаграму розподілу щільності астероїдів і знаходить концентрації на цій діаграмі.
Межі сімей бувають дуже розпливчастими, оскільки навколо перебуває ще багато інших астероїдів, то по краях вони поступово зливаються з загальним фоном головного поясу. Через це чисельність навіть відносно добре вивчених сімей астероїдів визначена лише приблизно, а приналежність до сім'ї астероїдів, що розташовуються поруч з нею, залишається точно невизначеною.
Крім того, деякі «випадкові» астероїди із загального навколишнього фону можуть якимось чином опинитися в центральних районах сім'ї. Оскільки справжні члени сім'ї повинні мати приблизно однаковий хімічний склад, виявити такі астероїди на підставі аналізу їх спектральних характеристик, які не будуть збігатися з основною масою астероїдів сім'ї, в принципі, цілком можливо. Найяскравішим прикладом цього випадку є мала планета 1 Церера, що у свій час вважалася головним представником сім'ї Гефіон, яка тоді називалася на честь неї сім'єю Церери. Пізніше, однак, з'ясувалося, що Церера ніяк не стосується цієї сім'ї.
Спектральні характеристики можуть бути використані також для визначення приналежності астероїдів, що розташовуються в зовнішніх областях сім'ї, як це було зроблено для сім'ї Вести, яка має дуже складну структуру.

## Список сімей
| Назва сім'ї                 | Головний представник       | Розмір, км                 | Кількість астероїдів       | Елементи орбіти            | Елементи орбіти            | Елементи орбіти            |
| Назва сім'ї                 | Головний представник       | Розмір, км                 | Кількість астероїдів       | a (а. о.)                  | e                          | i (°)                      |
| Внутрішній пояс астероїдів  | Внутрішній пояс астероїдів | Внутрішній пояс астероїдів | Внутрішній пояс астероїдів | Внутрішній пояс астероїдів | Внутрішній пояс астероїдів | Внутрішній пояс астероїдів |
| --------------------------- | -------------------------- | -------------------------- | -------------------------- | -------------------------- | -------------------------- | -------------------------- |
| Сім'я Вести                 | 4 Веста                    | 50                         | 15252                      | 2.2407 ... 2.4897          | 0.0746 ... 0.1333          | 5.37 ... 7.75              |
| Сім'я Флори                 | 8 Флора                    | 60                         | 13786                      | 2.1624 ... 2.4049          | 0.1034 ... 0.181           | 2.79 ... 7.17              |
| Сім'я Баптистини            | 298 Баптистина             | 45                         | 2500                       | 2.201 ... 2.3309           | 0.1223 ... 0.1672          | 4.75 ... 6.71              |
| Сім'я Массалії              | 20 Массалія                | 55                         | 6424                       | 2.3226 ... 2.4801          | 0.1382 ... 0.1935          | 0.84 ... 1.82              |
| Сім'я Ніси                  | 44 Ніса, 142 Полана        | 50                         | 19073                      | 2.2412 ... 2.4825          | 0.1245 ... 0.222           | 1.82 ... 3.88              |
| Сім'я Ерігони               | 163 Ерігона                | 50                         | 1776                       | 2.3143 ... 2.4224          | 0.1913 ... 0.2218          | 4.34 ... 5.85              |
| Сім'я Кларисси              | 302 Кларисса               | 55                         | 179                        | 2.3853 ... 2.4206          | 0.1019 ... 0.1124          | 3.2 ... 3.56               |
| Сім'я Суламіти              | 752 Суламітіс              | 55                         | 303                        | 2.4007 ... 2.4882          | 0.0817 ... 0.1031          | 4.79 ... 5.81              |
| Сім'я Лусієнни              | 1892 Лусієнна              | 100                        | 142                        | 2.427 ... 2.4834           | 0.0842 ... 0.1049          | 14.26 ... 14.74            |
| Сім'я Евтерпи               | 27 Евтерпа                 | 65                         | 474                        | 2.2969 ... 2.4578          | 0.1731 ... 0.2016          | 0.45 ... 1.27              |
| Сім'я Датури                | 1270 Датура                | 10                         | 6                          | 2.2346 ... 2.2349          | 0.1534 ... 0.1535          | 5.3 ... 5.3                |
| Сім'я Лукаскавіна           | 21509 Лукаскавін           | 10                         | 3                          | 2.2811 ... 2.2812          | 0.1269 ... 0.1269          | 5.23 ... 5.23              |
| Сім'я Кліо                  | 84 Кліо                    | 130                        | 330                        | 2.2726 ... 2.4627          | 0.1741 ... 0.2114          | 8.29 ... 11.18             |
| Сім'я Химери                | 623 Химера                 | 120                        | 108                        | 2.3962 ... 2.4887          | 0.1331 ... 0.1625          | 14.12 ... 15.36            |
| Сім'я Халдеї                | 313 Халдея                 | 130                        | 132                        | 2.3399 ... 2.4718          | 0.2117 ... 0.2437          | 9.79 ... 12.03             |
| Сім'я Свеї                  | 329 Свея                   | 150                        | 48                         | 2.4224 ... 2.4895          | 0.0797 ... 0.1046          | 15.76 ... 16.38            |
| Сім'я (108138) 2001 GB11    | (108138) 2001 GB11         | 20                         | 9                          | 2.4626 ... 2.4669          | 0.1523 ... 0.1527          | 3.92 ... 3.94              |
| Сім'я Фокеї                 | 25 Фокея                   | 150                        | 1989                       | 2.2474 ... 2.4603          | 0.1428 ... 0.2963          | 21.44 ... 25.41            |
| Центральний пояс астероїдів |                            |                            |                            |                            |                            |                            |
| Сім'я Юнони                 | 3 Юнона                    | 55                         | 1684                       | 2.5893 ... 2.705           | 0.2184 ... 0.2495          | 12.44 ... 14.05            |
| Сім'я Евномії               | 15 Евномія                 | 50                         | 5670                       | 2.5257 ... 2.7102          | 0.125 ... 0.1747           | 12.01 ... 14.2             |
| Сім'я Немезіди              | 128 Немезида               | 50                         | 1302                       | 2.6944 ... 2.7994          | 0.082 ... 0.1028           | 4.17 ... 5.43              |
| Сім'я Адеони                | 145 Адеона                 | 50                         | 2236                       | 2.5494 ... 2.7135          | 0.1497 ... 0.1829          | 11.12 ... 12.32            |
| Сім'я Марії                 | 170 Марія                  | 60                         | 2940                       | 2.522 ... 2.7204           | 0.0646 ... 0.1278          | 13.65 ... 15.46            |
| Сім'я Падуї                 | 363 Падуя                  | 45                         | 1087                       | 2.6776 ... 2.7994          | 0.0238 ... 0.0635          | 4.77 ... 5.74              |
| Сім'я Еолії                 | 396 Еолія                  | 20                         | 296                        | 2.7317 ... 2.7486          | 0.1637 ... 0.17            | 3.34 ... 3.58              |
| Сім'я Хлоріди               | 410 Хлоріда                | 80                         | 424                        | 2.6601 ... 2.8066          | 0.2399 ... 0.2689          | 7.97 ... 9.53              |
| Сім'я Міси                  | 569 Міса                   | 50                         | 702                        | 2.598 ... 2.7009           | 0.1679 ... 0.1902          | 1.84 ... 2.72              |
| Сім'я Брангени              | 606 Брангена               | 55                         | 195                        | 2.5726 ... 2.5939          | 0.1769 ... 0.1827          | 9.45 ... 9.66              |
| Сім'я Дори                  | 668 Дора                   | 45                         | 1259                       | 2.7405 ... 2.8121          | 0.1882 ... 0.2043          | 7.49 ... 8.26              |
| Сім'я Мерксії               | 808 Мерксія                | 55                         | 1215                       | 2.6841 ... 2.8136          | 0.124 ... 0.1475           | 4.48 ... 5.4               |
| Сім'я Агнії                 | 847 Аґніа                  | 30                         | 2125                       | 2.7535 ... 2.819           | 0.0645 ... 0.0892          | 3.21 ... 4.74              |
| Сім'я Астрід                | 1128 Астрід                | 60                         | 489                        | 2.7524 ... 2.8205          | 0.0431 ... 0.0528          | 0.13 ... 1.26              |
| Сім'я Гефіон                | 1272 Ґефіон                | 50                         | 2547                       | 2.7046 ... 2.8159          | 0.0833 ... 0.1557          | 8.3 ... 9.79               |
| Сім'я Кеніга                | 3815 Кеніг                 | 55                         | 354                        | 2.5627 ... 2.5884          | 0.1377 ... 0.1446          | 8.21 ... 9.44              |
| Сім'я Рафіти                | 1644 Рафіта                | 70                         | 1295                       | 2.5305 ... 2.6518          | 0.1539 ... 0.1964          | 6.5 ... 8.45               |
| Сім'я Гоффмайстера          | 1726 Гоффмайстер           | 45                         | 1819                       | 2.7415 ... 2.8198          | 0.0402 ... 0.0607          | 3.81 ... 5.17              |
| Сім'я Янніні                | 4652 Янніні                | 25                         | 150                        | 2.6403 ... 2.647           | 0.2674 ... 0.27            | 12.15 ... 12.27            |
| Сім'я Кадзуї                | 7353 Кадзуя                | 50                         | 44                         | 2.5622 ... 2.5746          | 0.1403 ... 0.1513          | 14.56 ... 14.93            |
| Сім'я Іно                   | 173 Іно                    | 50                         | 463                        | 2.7085 ... 2.807           | 0.167 ... 0.1845           | 13.06 ... 13.9             |
| Сім'я Емілковальскі         | 14627 Емілковальскі        | 10                         | 4                          | 2.5993 ... 2.5995          | 0.1761 ... 0.1765          | 17.22 ... 17.22            |
| Сім'я (16598) 1992 YC2      | (16598) 1992 YC2           | 10                         | 3                          | 2.62 ... 2.6203            | 0.1749 ... 0.1751          | 2.83 ... 2.83              |
| Сім'я Шульгофа              | 2384 Шульгоф               | 10                         | 6                          | 2.6095 ... 2.6109          | 0.1621 ... 0.1624          | 13.32 ... 13.32            |
| Сім'я (53546) 2000 BY6      | (53546) 2000 BY6           | 40                         | 58                         | 2.7085 ... 2.7376          | 0.1696 ... 0.1748          | 14.29 ... 14.55            |
| Сім'я Лорре                 | 5438 Лорре                 | 10                         | 2                          | 2.747 ... 2.7471           | 0.2628 ... 0.2629          | 28.17 ... 28.18            |
| Сім'я Леонідаса             | 2782 Леонідас              | 50                         | 135                        | 2.6579 ... 2.7034          | 0.1788 ... 0.1984          | 3.55 ... 4.09              |
| Сім'я Вібілії               | 144 Вібілія                | 100                        | 180                        | 2.6579 ... 2.7034          | 0.1788 ... 0.1984          | 3.55 ... 4.09              |
| Сім'я Фео                   | 322 Фео                    | 100                        | 146                        | 2.7244 ... 2.8109          | 0.1649 ... 0.2036          | 8.82 ... 9.7               |
| Сім'я Мітідіки              | 2262 Мітідіка              | 100                        | 653                        | 2.5339 ... 2.6982          | 0.2104 ... 0.2803          | 11.71 ... 13.89            |
| Сім'я Хенані                | 2085 Хенань                | 50                         | 1872                       | 2.6183 ... 2.8191          | 0.0423 ... 0.0724          | 1.64 ... 3.32              |
| Сім'я Ганни                 | 1668 Ганна                 | 60                         | 280                        | 2.7512 ... 2.8121          | 0.1671 ... 0.1829          | 3.85 ... 4.58              |
| Сім'я Карми                 | 3811 Карма                 | 60                         | 124                        | 2.5334 ... 2.6112          | 0.0978 ... 0.1129          | 10.53 ... 11.05            |
| Сім'я Вітта                 | 2732 Вітт                  | 45                         | 1816                       | 2.6665 ... 2.8061          | 0.0051 ... 0.051           | 5.54 ... 6.65              |
| Сім'я Сіцзана               | 2344 Сіцзан                | 65                         | 275                        | 2.6986 ... 2.8032          | 0.1473 ... 0.1684          | 2.4 ... 3.29               |
| Сім'я Вотсонії              | 729 Вотсонія               | 130                        | 99                         | 2.7197 ... 2.8158          | 0.1053 ... 0.1482          | 16.66 ... 17.78            |
| Сім'я Джонса                | 3152 Джонс                 | 40                         | 22                         | 2.6245 ... 2.6313          | 0.1074 ... 0.1106          | 12.28 ... 12.36            |
| Сім'я Аерії                 | 369 Аерія                  | 90                         | 272                        | 2.5838 ... 2.7114          | 0.0429 ... 0.0699          | 10.86 ... 12.11            |
| Сім'я Юлії                  | 89 Юлія                    | 70                         | 33                         | 2.5391 ... 2.5631          | 0.1148 ... 0.1322          | 16.66 ... 16.88            |
| Сім'я Постреми              | 1484 Пострема              | 100                        | 108                        | 2.7108 ... 2.804           | 0.2213 ... 0.2462          | 15.91 ... 16.86            |
| Сім'я Паллади               | 2 Паллада                  | 350                        | 128                        | 2.6494 ... 2.9183          | 0.2193 ... 0.3033          | 31.63 ... 34.56            |
| Сім'я Галлії                | 148 Галлія                 | 200                        | 182                        | 2.6843 ... 2.8122          | 0.0908 ... 0.1738          | 24.04 ... 26.24            |
| Сім'я Ганзи                 | 480 Ганза                  | 200                        | 1094                       | 2.5377 ... 2.7445          | 0.0083 ... 0.1273          | 21.02 ... 22.64            |
| Сім'я Ґерсвінд              | 686 Ґерсвінд               | 120                        | 415                        | 2.522 ... 2.6911           | 0.1533 ... 0.2055          | 16.28 ... 18.38            |
| Сім'я Барселони             | 945 Барселона              | 150                        | 306                        | 2.5884 ... 2.6677          | 0.1813 ... 0.2921          | 30.29 ... 31.42            |
| Сім'я Тіни                  | 1222 Тіна                  | 200                        | 96                         | 2.7651 ... 2.8045          | 0.0682 ... 0.1346          | 20.47 ... 21.35            |
| Сім'я Брукато               | 4203 Брукато               | 200                        | 342                        | 2.5358 ... 2.7158          | 0.0541 ... 0.1837          | 26.16 ... 30.5             |
| Зовнішній пояс астероїдів   |                            |                            |                            |                            |                            |                            |
| Сім'я Гігеї                 | 10 Гігея                   | 60                         | 4854                       | 3.029 ... 3.242            | 0.0941 ... 0.1722          | 3.96 ... 6.7               |
| Сім'я Феміди                | 24 Феміда                  | 60                         | 4782                       | 3.019 ... 3.2398           | 0.1115 ... 0.1862          | 0.66 ... 2.32              |
| Сім'я Сільвії               | 87 Сільвія                 | 130                        | 255                        | 3.3576 ... 3.5667          | 0.0445 ... 0.1032          | 9.18 ... 10.65             |
| Сім'я Мелібої               | 137 Мелібоя                | 85                         | 444                        | 3.0741 ... 3.2135          | 0.1589 ... 0.2242          | 13.26 ... 15.65            |
| Сім'я Короніди              | 158 Короніда               | 45                         | 5949                       | 2.8273 ... 2.9638          | 0.0229 ... 0.1001          | 1.6 ... 2.59               |
| Сім'я Еос                   | 221 Еос                    | 45                         | 9789                       | 2.9533 ... 3.1549          | 0.0296 ... 0.1069          | 8.71 ... 11.42             |
| Сім'я Емми                  | 283 Емма                   | 40                         | 76                         | 3.0286 ... 3.0787          | 0.1066 ... 0.1281          | 8.88 ... 9.57              |
| Сім'я Бразилії              | 293 Бразилія               | 50                         | 579                        | 2.832 ... 2.8805           | 0.1185 ... 0.1271          | 14.8 ... 15.29             |
| Сім'я Верітас               | 490 Верітас                | 30                         | 1294                       | 3.1561 ... 3.1839          | 0.0517 ... 0.0785          | 8.61 ... 9.81              |
| Сім'я Каріни                | 832 Карін                  | 10                         | 541                        | 2.8575 ... 2.8755          | 0.0418 ... 0.0473          | 2.02 ... 2.14              |
| Сім'я Наеми                 | 845 Наема                  | 35                         | 301                        | 2.9088 ... 2.9534          | 0.0307 ... 0.0409          | 11.78 ... 12.09            |
| Сім'я Тірели                | 1400 Тірела                | 50                         | 1395                       | 3.0766 ... 3.181           | 0.1746 ... 0.2163          | 16.03 ... 17.39            |
| Сім'я Лісяохуа              | 3556 Лісяохуа              | 45                         | 756                        | 3.1175 ... 3.1757          | 0.1845 ... 0.2124          | 9.85 ... 10.59             |
| Сім'я Тельрамунда           | 9506 Тельрамунд            | 45                         | 468                        | 2.9597 ... 3.0134          | 0.058 ... 0.0874           | 8.52 ... 9.55              |
| Сім'я (18405) FY12          | (18405) FY12               | 50                         | 104                        | 2.8315 ... 2.8587          | 0.1013 ... 0.1097          | 9.02 ... 9.31              |
| Сім'я Хариса                | 627 Харис                  | 80                         | 808                        | 2.8279 ... 2.9508          | 0.0331 ... 0.0786          | 5.47 ... 6.77              |
| Сім'я Теобальди             | 778 Теобальда              | 60                         | 376                        | 3.1523 ... 3.1914          | 0.2373 ... 0.2678          | 13.81 ... 14.83            |
| Сім'я Терентії              | 1189 Терентія              | 60                         | 79                         | 2.9041 ... 2.9498          | 0.0696 ... 0.0768          | 11 ... 11.25               |
| Сім'я Лау                   | 10811 Лау                  | 120                        | 56                         | 2.9023 ... 2.9424          | 0.1821 ... 0.2117          | 6.11 ... 6.51              |
| Сім'я Бігля                 | 656 Бігль                  | 25                         | 148                        | 3.1421 ... 3.1707          | 0.1486 ... 0.1555          | 1.18 ... 1.46              |
| Сім'я Короніди 2            | 158 Короніда               | 8                          | 246                        | 2.864 ... 2.8753           | 0.0436 ... 0.0461          | 2.14 ... 2.18              |
| Сім'я Терпсіхори            | 81 Терпсіхора              | 120                        | 138                        | 2.8358 ... 2.9459          | 0.1721 ... 0.2111          | 7.6 ... 8.83               |
| Сім'я Фрінілли              | 709 Фрінілла               | 150                        | 134                        | 2.8308 ... 2.972           | 0.0594 ... 0.1295          | 16.25 ... 17.68            |
| Сім'я Дурізена              | 5567 Дурізен               | 100                        | 27                         | 2.9059 ... 2.9456          | 0.1837 ... 0.1889          | 16.07 ... 16.27            |
| Сім'я Яковлєва              | 5614 Яковлєв               | 120                        | 67                         | 2.8458 ... 2.9022          | 0.2713 ... 0.3025          | 7.67 ... 8.3               |
| Сім'я Сан-Марчелло          | 7481 Сан-Марчелло          | 100                        | 144                        | 2.833 ... 2.9532           | 0.0636 ... 0.0903          | 12.22 ... 13.19            |
| Сім'я (15454) 1998 YB3      | (15454) 1998 YB3           | 80                         | 38                         | 2.8464 ... 2.8851          | 0.2158 ... 0.2258          | 15.72 ... 16.13            |
| Сім'я (15477) 1999 CG1      | (15477) 1999 CG1           | 95                         | 248                        | 2.8305 ... 2.983           | 0.0654 ... 0.1076          | 4.29 ... 5.51              |
| Сім'я (36256) 1999 XT17     | (36256) 1999 XT17          | 70                         | 58                         | 2.8929 ... 2.951           | 0.1082 ... 0.1213          | 10.45 ... 10.81            |
| Сім'я Егли                  | 96 Егла                    | 50                         | 99                         | 3.036 ... 3.0697           | 0.1799 ... 0.189           | 16.23 ... 16.77            |
| Сім'я Урсули                | 375 Урсула                 | 70                         | 1466                       | 3.0401 ... 3.2387          | 0.0448 ... 0.1244          | 14.95 ... 17.67            |
| Сім'я Ельфріди              | 618 Ельфріда               | 40                         | 63                         | 3.1765 ... 3.1999          | 0.0563 ... 0.0592          | 15.64 ... 16.15            |
| Сім'я Іти                   | 918 Іта                    | 100                        | 54                         | 2.8344 ... 2.8898          | 0.1524 ... 0.1673          | 11.64 ... 12.41            |
| Сім'я Інаррадаса            | 3438 Інаррадас             | 80                         | 38                         | 3.0362 ... 3.0683          | 0.1736 ... 0.1838          | 14.4 ... 14.79             |
| Сім'я Анфімова              | 7468 Анфімов               | 60                         | 58                         | 3.0313 ... 3.0781          | 0.0869 ... 0.0929          | 3.34 ... 3.59              |
| Сім'я Марконії              | 1332 Марконія              | 30                         | 34                         | 3.0558 ... 3.0709          | 0.0951 ... 0.0993          | 2.53 ... 2.62              |
| Сім'я (106302) 2000 UJ87    | (106302) 2000 UJ87         | 60                         | 64                         | 3.0875 ... 3.1186          | 0.1759 ... 0.1852          | 3.14 ... 3.65              |
| Сім'я Хорватії              | 589 Хорватія               | 45                         | 93                         | 3.0689 ... 3.1739          | 0.0244 ... 0.0372          | 10.5 ... 10.86             |
| Сім'я Імхілда               | 926 Імхілд                 | 70                         | 43                         | 2.9663 ... 3.0125          | 0.2275 ... 0.2368          | 14.56 ... 14.98            |
| Сім'я P/2012 F5 (Гіббса)    | P/2012 F5 (Гіббса)         | 10                         | 8                          | 3.0039 ... 3.0052          | 0.0227 ... 0.0232          | 10.35 ... 10.35            |
| Сім'я Юліани                | 816 Юліана                 | 80                         | 76                         | 2.9638 ... 3.029           | 0.1369 ... 0.1516          | 12.79 ... 13.56            |
| Сім'я Алауди                | 31 Евфросіна               | 120                        | 2035                       | 3.069 ... 3.2303           | 0.1267 ... 0.2708          | 24.71 ... 28.03            |
| Сім'я Алауди                | 702 Алауда                 | 120                        | 1294                       | 3.0368 ... 3.2507          | 0.0049 ... 0.1769          | 20.55 ... 23.59            |
| Сім'я Улли                  | 909 Улла                   | 120                        | 26                         | 3.5241 ... 3.5681          | 0.0425 ... 0.0582          | 17.8 ... 18.02             |
| Сім'я Лютери                | 1303 Лютера                | 50                         | 163                        | 3.1955 ... 3.2375          | 0.1085 ... 0.1391          | 18.21 ... 19.55            |
| Сім'я Вірменії              | 780 Вірменія               | 50                         | 40                         | 3.0896 ... 3.1294          | 0.0656 ... 0.0751          | 18.11 ... 18.31            |
| За межами пояса астероїдів  |                            |                            |                            |                            |                            |                            |
| Сім'я Гільди                | 153 Гільда                 | 130                        | 409                        | 3.956 ... 3.9683           | 0.087 ... 0.2677           | 6.82 ... 10.32             |
| Сім'я Шубарта               | 1911 Шубарт                | 60                         | 352                        | 3.9638 ... 3.9675          | 0.1538 ... 0.2247          | 2.34 ... 3.3               |
| Сім'я Угорщини              | 434 Угорщина               | 100                        | 2965                       | 1.8633 ... 1.9985          | 0.0371 ... 0.1082          | 19.67 ... 22.85            |
| Сім'я Гектора               | 624 Гектор                 | 50                         | 12                         | 5.2859 ... 5.3002          | 0.0515 ... 0.0563          | 18.9 ... 19.02             |
| Сім'я Еврібата              | 3548 Еврібат               | 50                         | 218                        | 5.2511 ... 5.3246          | 0.0323 ... 0.0659          | 6.92 ... 7.75              |
| (9799) 1996 RJ              | (9799) 1996 RJ             | 60                         | 7                          | 5.2252 ... 5.2361          | 0.0394 ... 0.0409          | 31.57 ... 31.94            |
| Сім'я Аркесілая             | 20961 Аркесілай            | 50                         | 37                         | 5.2317 ... 5.3195          | 0.0256 ... 0.0395          | 8.52 ... 9.03              |
| Сім'я Еннома                | 4709 Енном                 | 100                        | 30                         | 5.2616 ... 5.3347          | 0.0219 ... 0.0431          | 26.82 ... 28.39            |
| Сім'я (247341) 2001 UV209   | (247341) 2001 UV209        | 100                        | 13                         | 5.2174 ... 5.2306          | 0.0338 ... 0.0472          | 24.05 ... 25.16            |